# Woodworthia maculatus
Espèce
Synonymes
- Naultinus maculatus Gray, 1845
- Woodworthia digitata Garman, 1901

Statut CITES
Woodworthia maculatus est une espèce de gecko de la famille des Diplodactylidae.

## Répartition
Cette espèce est endémique de Nouvelle-Zélande.

## Publication originale
- Gray, 1845 : Catalogue of the specimens of lizards in the collection of the British Museum. p. 1-289 (texte intégral).